# Kenta Hasegawa
Kenta Hasegawa (* 25. září 1965) je bývalý japonský fotbalista.

## Reprezentační kariéra
Kenta Hasegawa odehrál 27 reprezentačních utkání. S japonskou reprezentací se zúčastnil Poháru krále Fahda 1995.

## Statistiky
| Japonsko | Japonsko | Japonsko |
| Roky     | Záp.     | Góly     |
| -------- | -------- | -------- |
| 1989     | 11       | 2        |
| 1990     | 6        | 1        |
| 1991     | 0        | 0        |
| 1992     | 0        | 0        |
| 1993     | 5        | 0        |
| 1994     | 2        | 0        |
| 1995     | 3        | 1        |
| Celkem   | 27       | 4        |